# بن مایکلسون
بن مایکلسون (به انگلیسی: Ben Michaelson) (زادهٔ ۱۳ نوامبر ۱۹۸۱) شناگر اهل ایالات متحده آمریکا است.